# Grado di libertà (termodinamica)
In termodinamica il grado di libertà, o varianza, indica il numero di variabili (temperatura, pressione, concentrazione) che si possono modificare senza che venga alterato lo stato d'equilibrio di un sistema, ad esempio attraverso la sparizione di una o più fasi.

## Regola di Gibbs
La varianza, che esprime il numero di gradi di libertà, in termodinamica è definita dalla relazione:
{\displaystyle \operatorname {\nu } =C-F+m}
dove:
- {\displaystyle \nu } è la varianza
- {\displaystyle C} rappresenta il numero di componenti chimici indipendenti del sistema
- {\displaystyle F} corrisponde al numero di fasi presenti nel sistema
- {\displaystyle m} è il numero di fattori fisici efficienti

Solitamente le componenti vengono definite come {\displaystyle C=C_{\text{tot}}-R}, mentre {\displaystyle m=2}, ovvero pressione e temperatura.

## Significato chimico
In chimica, il grado di libertà di una molecola costituita da un numero {\displaystyle N} di atomi viene utilizzato per descrivere in modo completo il movimento di ogni singolo atomo facendo riferimento a una terna di assi cartesiani ortogonali {\displaystyle (x,y,z)}. Ogni atomo, dunque possiede 3 gradi di libertà e la molecola possiede complessivamente {\displaystyle 3N} gradi di libertà. Questo valore comprende tutti i possibili movimenti della molecola: traslazioni, vibrazioni, rotazioni. Da notare come i gradi di libertà totali di una molecola, a parità di numero di atomi che la compongono, possano essere nella realtà minori rispetto a quelli prevedibili teoricamente per un dato movimento: ad esempio, una molecola con simmetria lineare possiede un grado di libertà rotazionale in meno a causa del fatto che la rotazione lungo l'asse x in realtà non è legata ad alcun reale movimento netto di massa. Essendo {\displaystyle 3N} i gradi di libertà totali, per molecole lineari si avranno {\displaystyle 3N-5} gradi di libertà vibrazionali mentre per molecole non lineari tali gradi di libertà saranno {\displaystyle 3N-6}, poiché entra in gioco anche la rotazione lungo l'asse {\displaystyle x}.